# معركة كييف (1941)
معركة كييف (بالألمانية:Schlacht um Kiew) كان هذا هو الاسم الذي أطلقه الألمان على العملية التي أسفرت عن تطويق واعتقال أعداد كبيرة جداً من القوات السوفيتية قرب كييف خلال الحرب العالمية الثانية، وهذه تعتبر أكبر عملية اعتقال لجنود في التاريخ العسكري. المعركة استكملت من 23 أغسطس 1941م حتى 26 سبتمبر 1941م كبقية لعملية بارباروسا. في التاريخ العسكري السوفييتي تسمي هذه المعركة بـمعركة كييف الدفاعية (بالروسية:Киевская оборонительная операция) بتأريخ مختلف عن الألمان إذ وثقوا تواريخ هذه المعركة علي أنها أقيمت من 7 يوليو حتي 26 سبتمبر 1941م.
وقد اسفرت عملية التطويق إلى محاصرة 452,700 جندي و2,642 مدفع و64 دبابة، ولم تتمكن سوى مجموعات صغيرة تبلغ 15,000 جندي من الفرار من الحصار بشق الأنفس.
وأدت الهزيمة الكارثية الغير مسبوقة لمعركة كييف إلى خسارة الجبهة الجنوبية الغربية لنحو 700 ألف جندي سوفيتي مما أدى إلى تلاشي خمس جيوش ميدانية سوفيتية (الجيوش أرقام 5، 37، 26، 21، 38) بإجمالي 43 فرقة عسكرية في حين عانى الجيش الأربعين من خسائر فادحة.

## تحضيرات المعركة
بعد نجاح أولي سريع من الجيش الألماني، وخصوصا في شمال ووسط القطاع من الجبهة الشرقية، وانتفاخ كبير في الجنوب لا يزال قائم، حيث تواجد السوفييت -أغلبهم- في الجبهة الجنوبية الغربية. في معركة أومان، انتصارا كبيرا على القوات السوفييتية تحقق، ولكن القوات الخاضعة لسيميون بوديوني ما زالت تتركز معظمها داخل وحول كييف. في حين تفتقر إلى التنقل والمعدات القتالية، يرجع ذلك إلى أن غالبية قواته المدرعة خسرت في معركة أومان، فإنها مع ذلك تشكل خطراً كبيراً على تقدم الألمان وكان ذلك أكبر تجمع من القوات السوفيتية في الجبهة الشرقية في ذلك الوقت.
في نهاية أغسطس، القائد الأعي للجيش الألماني (بالألمانية: Oberkommando Des Heeres أو OKH) كان له خياران إما باستمرار التقدم ناحية موسكو، أو تدمير القوات السوفييتية في الجنوب. مجموعة الجيش الألماني المتمركز في الجنوب (بالألمانية:Heeresgruppe Süd) افتقرت بما يكفي من القوة لتطويق وتدمير القوات السوفييتية، حيش كانت المجموعة تحتاج لمساهمة كبيرة من الجيش الألماني المتمركز في الوسط (بالألمانية: Heeresgruppe Mitte) لإنجاز تلك المهمة.
بعد خلاف داخل القيادة العليا الألمانية، تم فصل الجزء الأكبر من مجموعة الدبابات الثانية والجيش الثاني حيث أرسلوا إلى قوات الجنوب لتطويق الجيش السوفييتي ومساعدة تقدم فرقة جنوب شرق كييف.

## المعركة
تقدمت مجموعة الدبابات والجيوش بسرعة لاستكمال التطويق ومساعدة قوات الجنوب، وهي الخطوة التي ادهشت سيميون بديوني. لقد شعر بالارتياح لقرار 13 سبتمبر من قِبَل جوزيف ستالين الذي لم يعين خليفة وترك القوات إلى أهواء فردية وقيادة قادة الفرق.
وقد تحقق ذلك التطويق للقوات السوفييية في كييف في 16 سبتمبر وذلك عندما تقابل جيش الدبابات الأول وسلاح الـ24 في لوخفيتسا، جنوب كييف بـ120 ميل.
بعد ذلك، تم تقرير مصير الجيوش المحاصرة. للسوفييت، كارثة ذات أبعاد مذهلة تتحقق في ذلك الحين، مع عدم وجود قوات متحركة أو إضافية للمساعدة أو حتي القائد الأعلى، لذا فلم يكن هناك إمكانية للخروج من الحصار الذي فرضه الألمان عليهم.
الجيش الـ17 الألماني والسادس (من مجموعة جيش الجنوب)، فضلا عن الجيش المنضم من الجيش الثاني من مجموعة المركز خفضت في وقت لاحق التجويف وذلك بمساعدة من جيوش الدبابات الثانية.
لكن الجيوش السوفييتية المحاصرة في كييف لا تستسلم بسهولة، حيث خاضت معركة الوحشية تم فيها قصف السوفييت بالمدافع، الدبابات والطائرات وكان ذلك حتمياً قبل أن يتقلص التجويف.
بحلول 19 سبتمبر، كانت كييف قد وقعت في أيدي الألمان، ولكن الحصار لم يتوقف. وقي النهاية بعد عشرة أيام من القتال الوحشي المستمر، استسلم بقايا الجنود في شرق كييف في 26 سبتمبر.
إدّعي الألمان أن 600 ألف جندي قد أعتقلوا من الجيش الأحمر، مع إن هذه الأرقام تضمنت الكثير من المعتقلين المدنيين الهاربين.

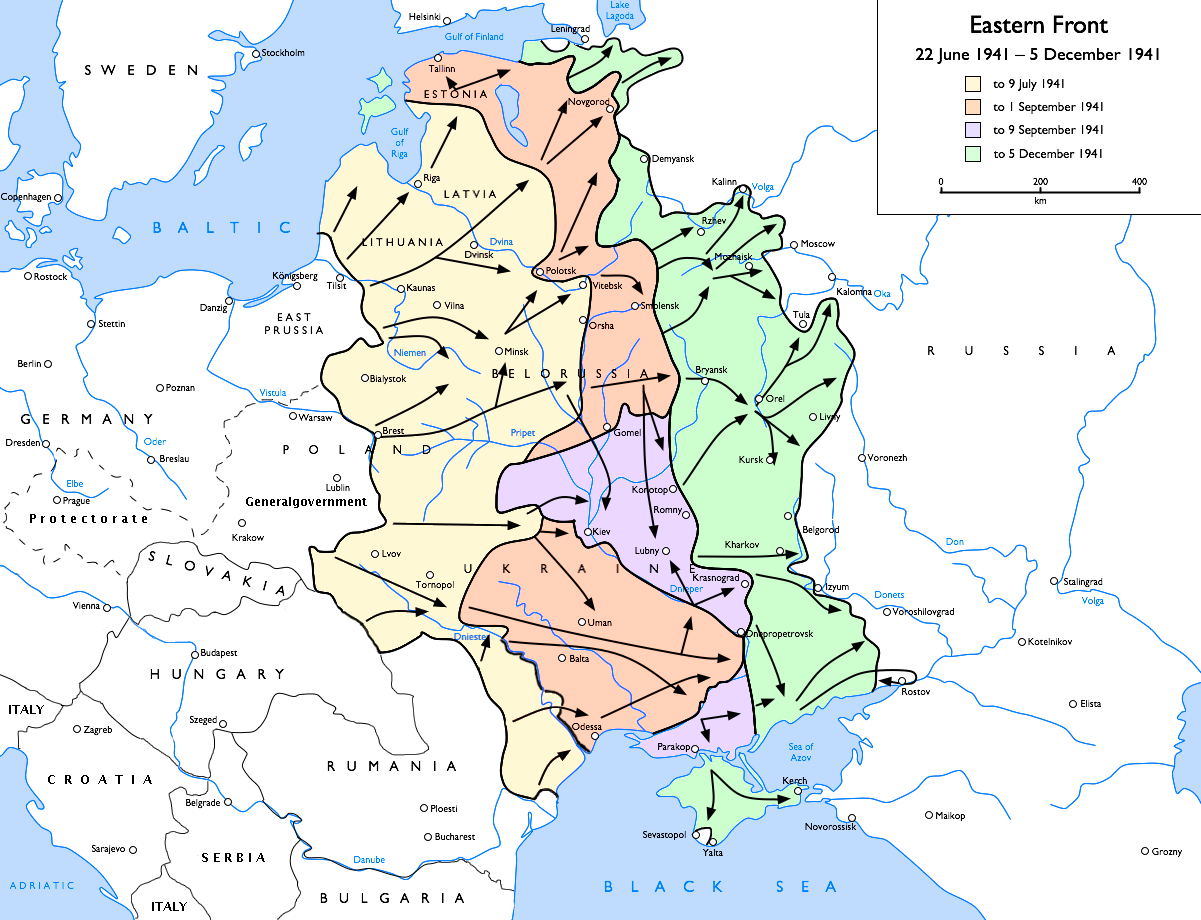
الجبهة الشرقية بين ٠٦/١٩٤١ و ١٢/١٩٤١م.

إدّعى هتلر إنها أعظم معركة في التاريخ.

## ما بعد المعركة
بعد معركة كييف، لم يكن هناك أي قوات إضافية -احتياط-.
لحماية موسكو، لم يكن هناك سوي 800 ألف جندي مقسمين إلى 83 فرقة، ولكن 25 فرقة منهم فقط كانت مجهزة تجهيزاً كاملاً، وكان هناك نقص حاد في الدبابات، السيارات والطائرات.
على الجانب الألماني، الخسائر البشرية أرهقت الجنود، وأيضاً أرهقت المعدات، على الرغم من وجود مليوني جندي في 70 فرقة إلا أن 15 بالمئة فقط من هذه الفرق كانت مجهزة آلياً. أستنزفت الآليات بسبب العمليات والمناورات، ولاقي الجيش الألماني الصعوبات على الرغم من وجود أكبر عدد لجنود في الجيش الألماني في تاريخه حتي الآن. حيث عملية الإعصار سوف تقام نحو موسكو في 2 أكتوبر 1941.
مع ذلك، الرغبة في إكمال معركة كييف، أدي إلى تأخر التقدم نحو موسكو أربعة أسابيع. وكان عامل الطقس يضر بالجيش لأنه يعيق العمليات الهجومية في معركة موسكو.
على الصعيد العملي، عززت معركة كييف الموقف الألماني قليلاً. وذلك لعدم اكتمال الهدف الرئيس وهو الفوز الحاسم.
في حين أن القوات السوفييتية تكبدت خسائر رهيبة، اشتروا وقتا للدفاع عن موسكو، مما يسهم في إطالة أمد الصراع، والتي أدت إلى انتصار الحلفاء في الحرب في نهاية المطاف.